# 코로나바이러스의 역사
코로나바이러스의 역사(영어: history of coronavirus)는 코로나바이러스로 인한 질병과 바이러스의 식별에 대한 역사이다. 이야기는 1931년 미국 노스다코타주에서 닭들 사이에서 새로운 유형의 상부 호흡기 질환이 처음 보고된 것에서부터 시작된다. 원인 병원체는 1933년에 바이러스로 확인되었다. 1936년에 이 질병과 바이러스는 다른 바이러스성 질병과는 다른 것으로 인식되었다. 이 바이러스는 전염성 기관지염 바이러스(IBV)로 알려졌지만, 나중에 공식적으로 새코로나바이러스(Avian coronavirus)로 이름이 변경되었다.
쥐의 새로운 뇌질환(쥐 뇌척수염)이 1947년 보스턴의 하버드 의과 대학에서 발견되었다. 이 질병을 일으키는 바이러스는 JHM(하버드 의과 대학의 병리학자 존 하워드 뮐러(John Howard Mueller)의 이름을 따서)이라고 불렸다. 3년후 런던의 국립 의학 연구소에서 새로운 쥐 간염이 보고되었다. 원인 바이러스는 쥐코로나바이러스(M-CoV)로 확인되었다.

## 같이 보기
- 코로나바이러스